# Ecologia del paisatge
El terme ecologia del paisatge va ser creat per Carl Troll l'any 1939.
Es defineix com l'estudi de la variació espacial en els paisatges a escales diferents incloent les causes biofísiques i socials i les conseqüències de l'heterogeneïtat ecopàisagística. És una branca científica necessàriament interdisciplinar.

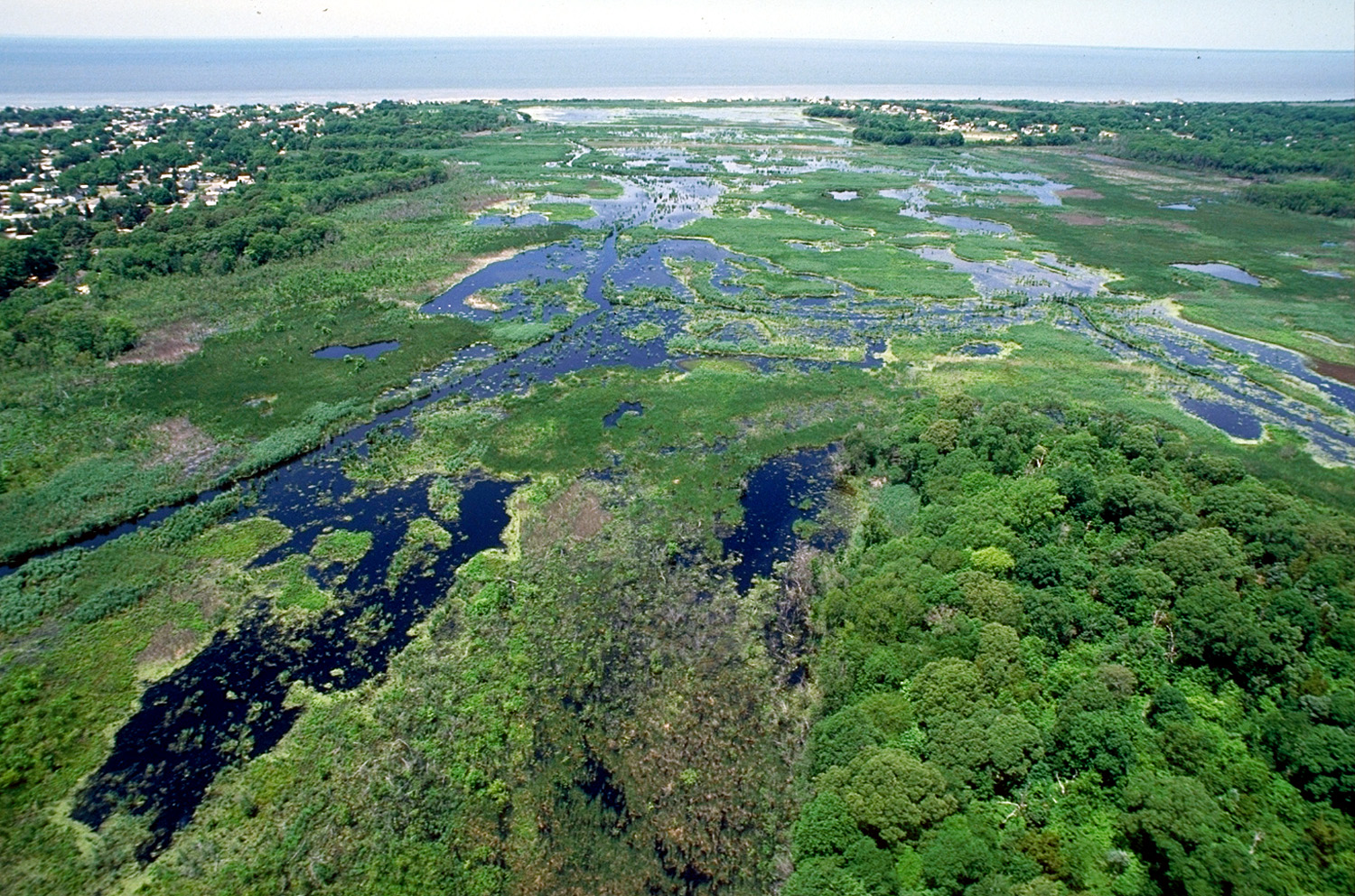
Cap May (Nova Jersey, USA)

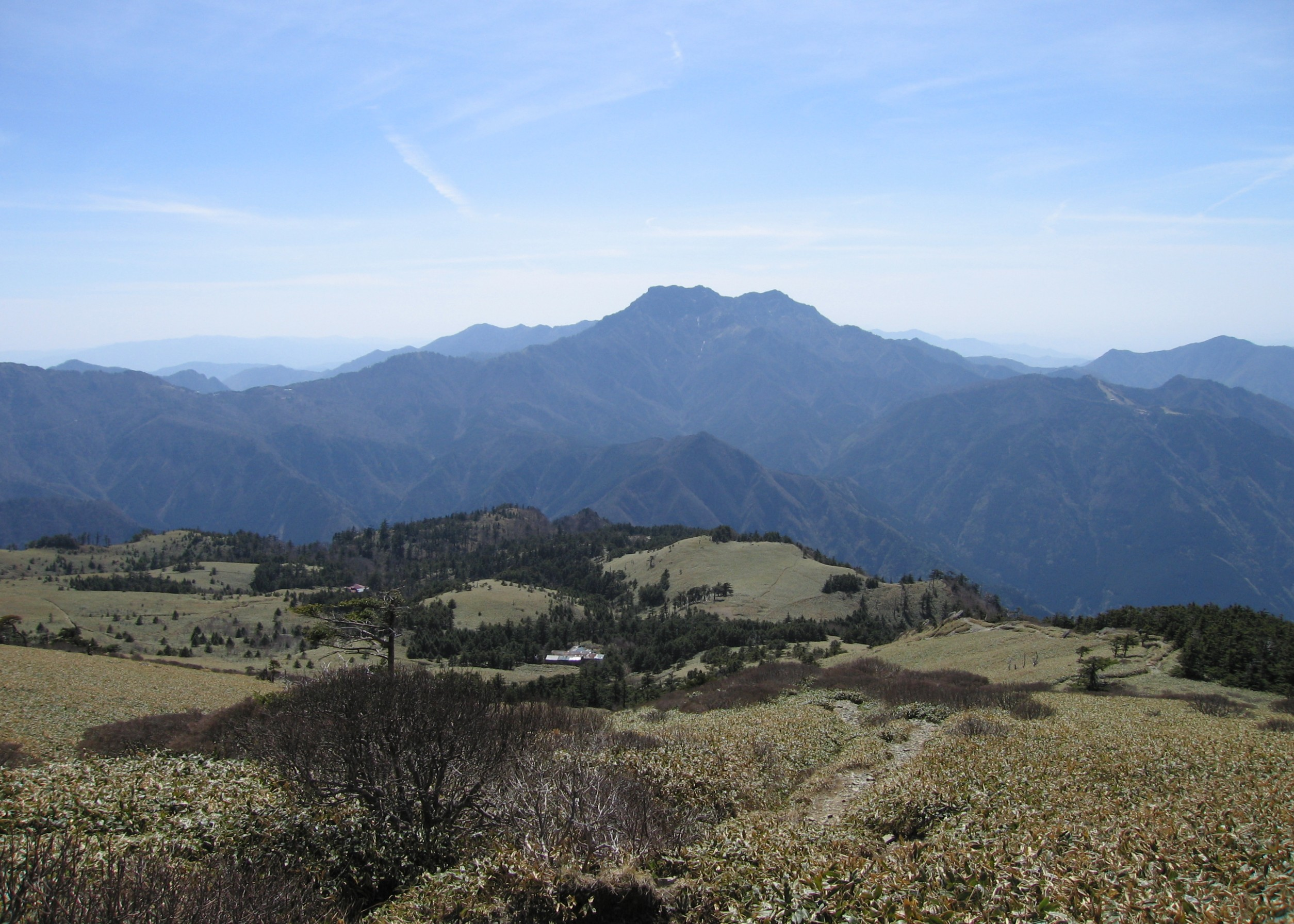
Medis tancats i oberts, al Japó

Els principals objectes d'interès de l'ecologia del paisatge són:
- El repartiment espacial i l'estructura dels paisatges;
- Relació entre estructura i processos a qualsevol escala;
- Relació entre activitat humana i estructura del paisatge, els processos i el canvi ;
- Els efectes d'escala i de les pertorbacions (antròpiques o naturals).

## Història
Carl Troll va ser un geògraf que estudià els paisatges a partir de fotos aèries, i elaborà una teoria unificadora.

## Conceptes
- Matriu ecopaisatgística,
- Corredor ecològic (o biològic),
- Zona tampó,
- Connectivitat ecològica,
- naturalitat,
- Compacitat,
- ecotò
- Fragmentació ecopaisatgística,

etc.